# Rambla de Ferran (Lleida)
La Rambla de Ferran és un passeig catalogat com a monument del municipi de Lleida i protegit com a bé cultural d'interès local.
Ha acollit al llarg del temps nombrosos edificis singulars amb evidents petjades del Noucentisme o fins i tot Modernisme, amb els seus característics balcons de forja treballada i les cúpules acolorides que els coronen, molts dels quals, en nom d'una mal entesa «modernització» institucional, han anat desapareixent per deixar pas a edificis més nous però amb menys personalitat arquitectònica. No en va, a principis del segle xx va esdevenir la zona senyorial de la ciutat i aquelles famílies que podien, ho demostraven. Ara mateix costa d'imaginar l'esplendor passada, tenint en compte el gran nombre de locals comercials tancats, i el recurrent debat sobre com tornar-li part de l'esplendor perduda, amb concursos d’idees inclosos, plans de barri i propostes de millora i revitalització, com ara la d'ubicar-hi la seu definitiva del Museu Jaume Morera, que passarà a anomenar-se Museu d'Art de Lleida.

## Història

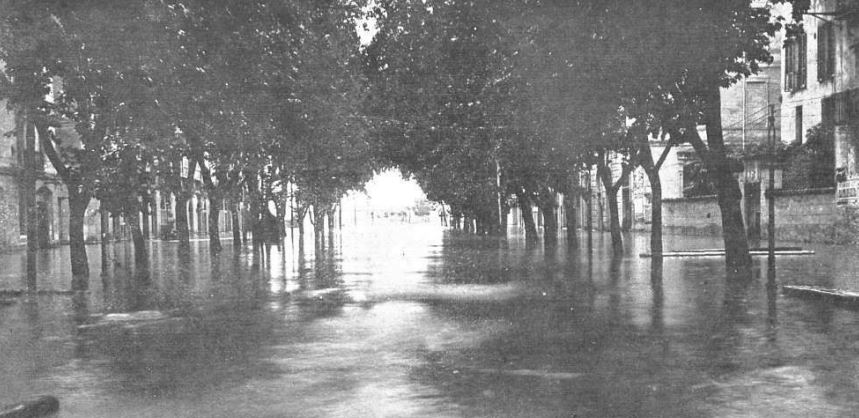
La rambla durant l'aiguat de 1907

L'enderroc de les muralles es produeix l'any 1861. L'origen d'aquest espai s'ha de situar en les obres iniciades el 1816 pel corregidor Lluís Andrani. Continuà i perllongà Aunois, el 1830, aquesta urbanització, dedicant-la a Ferran VII. El 1860, s'allargà per facilitar l'accés a l'estació, concretant-se en el plantejament de Josep Fontserè del 1865. La darrera pavimentació important es feu el 1931.

## Descripció
L'enderroc de les muralles històricament i física, fou el fet que donà pas a la formació d'una idea urbanística que consisteix a embolcallar la ciutat en un cinturó de rambles. La rambla, és així una artèria principal urbana que permet el pas del centre històric de Lleida a la ciutat moderna, i consisteix en un passeig ample per les dimensions de l'època, arbrat i pavimentat, que acaba en una plaça que dona front a l'estació de ferrocarril, dissenyada per Adolf Florensa i construïda entre 1915 i 1929 que presideix el passeig marcat per plataners que arriba fins a l'avinguda de Francesc Macià. Els fanals i els arbres ajuden a definir un espai per a vianants aixecat respecte de les vies laterals rodades. Els diumenges al matí s'hi realitza un mercat d'antiguitats i s'hi troba el Centre d'atenció primària de Rambla Ferran.
Entre els edificis destacats hi ha la remodelada Casa Montull, d'estil noucentista, al número 37, que fa cantonada amb el carrer Democràcia; la Casa Cros, al costat de l'edifici del Banc de Bilbao, un espai que dècades endarrere ocupava la Casa Mangrané, obsequia el transeünt amb una façana en què destaca una tribuna de tres pisos amb columnes i capitells jònics que acaba més amunt en una terrassa; i la Casa Pluvins, al número 47, obra de Francesc Morera i Gatell en què el ferro forjat és l'element característic de la porta amb una façana de poca alçada però amb una important tribuna decorada amb elements vegetals i mènsules elaborats picats a la mateixa façana.